# 星际旅行：音乐会
星际旅行：音乐会是一场以星际旅行系列电视剧、电影中配乐为主的音乐会，由美国古典流行音乐指挥家埃里克·孔泽尔（Erich Kunzel）指挥，《星际旅行：航海家号》中医生的扮演者罗伯特·皮卡尔多和Q的扮演者约翰·德·兰西以客座嘉宾的身份出演了这场音乐会。

## 首幕
- 《星际旅行：初代》中“The Menagerie”这集的配乐
- 《星际旅行：初代》主题曲
- 《星际旅行：无限太空》主题曲
- 《星际旅行II：可汗怒吼》主题曲
- 《星际旅行II：可汗怒吼》片尾曲
- 《星际旅行II：可汗怒吼》插曲
- 《星际旅行III：石破天惊》主题曲
- 《星际旅行IV：抢救未来 》主题曲

## 第二幕
- 《星际旅行：下一代》主题曲
- 《星际旅行V：终极先锋》主题曲
- 《星际旅行VI：未来之城》片尾曲
- 《星际旅行：深空九号》主题曲
- 《星际旅行：下一代》片尾曲
- 《星际旅行：航海家号》主题曲

## 日期和地点
星际旅行：音乐会第一轮于2007年6月5日和6月6日在美国德克萨斯州达拉斯举行；达拉斯场结束后，乐团前往加拿大安大略省多伦多，并在6月20日和6月21日举办了第二轮；2008年6月28日，乐团赶往美国俄亥俄州辛辛那提举办了第三场表演；11月1日，乐团在科罗拉多州丹佛演出了第四场；2010年1月13日至15日，在艾伯塔卡尔加里举办了第五场演出；2010年6月2日和6月3日，乐团在安大略省基秦拿演出了最后一场音乐会。